# Campeonato Mundial de Atletismo em Pista Coberta de 2022 - Salto em altura masculino
A prova do salto em altura masculino do Campeonato Mundial de Atletismo em Pista Coberta de 2022 ocorreu no dia  20 de março na Belgrade Arena, em Belgrado, na Sérvia.

## Recordes
Antes desta competição, os recordes mundiais e do campeonato nesta prova eram os seguintes:
|                       | Nome             | Nacionalidade | Distância | Local     | Data               |
| --------------------- | ---------------- | ------------- | --------- | --------- | ------------------ |
| Recorde mundial       | Javier Sotomayor | Cuba          | 2m 43cm   | Budapeste | 4 de março de 1989 |
| Recorde do campeonato | Javier Sotomayor | Cuba          | 2m 43cm   | Budapeste | 4 de março de 1989 |

## Medalhistas
| Ouro                 | Prata            | Bronze                                      |
| Woo Sang-hyeok (KOR) | Loïc Gasch (SUI) | Gianmarco Tamberi (ITA) · Hamish Kerr (NZL) |

## Cronograma
Todos os horários são locais (UTC+1).
| Data        | Hora  | Evento |
| ----------- | ----- | ------ |
| 20 de março | 10:45 | Final  |

## Resultado final
A final ocorreu dia 20 de Março às 10:45.
| Posição           | Atleta              | Nacionalidade  | 2.15 | 2.20 | 2.24 | 2.28 | 2.31 | 2.34 | 2.37 | Resultados | Notas                 |
| ----------------- | ------------------- | -------------- | ---- | ---- | ---- | ---- | ---- | ---- | ---- | ---------- | --------------------- |
| Medalha de ouro   | Woo Sang-hyeok      | Coreia do Sul  | –    | o    | o    | o    | xxo  | o    | xx–  | 2.34       |                       |
| Medalha de prata  | Loïc Gasch          | Suíça          | o    | o    | o    | o    | xo   | xxx  |      | 2.31       | Recorde da temporada  |
| Medalha de bronze | Gianmarco Tamberi   | Itália         | o    | o    | xo   | o    | xo   | xxx  |      | 2.31       | Recorde da temporada  |
| Medalha de bronze | Hamish Kerr         | Nova Zelândia  | xo   | o    | o    | o    | xo   | xxx  |      | 2.31       | Recorde nacional      |
| 5                 | Thiago Moura        | Brasil         | o    | xo   | xo   | xo   | xo   | xxx  |      | 2.31       | Recorde sul-americano |
| 6                 | Thomas Carmoy       | Bélgica        | o    | o    | xxo  | xxo  | xxx  |      |      | 2.28       | Recorde pessoal       |
| 7                 | Fernando Ferreira   | Brasil         | o    | o    | o    | xxx  |      |      |      | 2.24       | Recorde da temporada  |
| 7                 | Edgar Rivera        | México         | o    | o    | o    | xxx  |      |      |      | 2.24       | Recorde da temporada  |
| 9                 | Norbert Kobielski   | Polónia        | o    | o    | xxo  | xxx  |      |      |      | 2.24       |                       |
| 10                | Darryl Sullivan Jr. | Estados Unidos | xo   | o    | xxo  | xxx  |      |      |      | 2.24       |                       |
| 11                | Donald Thomas       | Bahamas        | o    | xo   | xxx  |      |      |      |      | 2.20       |                       |
| 12                | Naoto Tobe          | Japão          | o    | xxx  |      |      |      |      |      | 2.15       |                       |

Legenda
| Recorde mundial       | Recorde mundial (World record)               |                       | Recorde africano                      | Recorde africano (African) |                                           | Q | Classificado por posição (Qualified) |
| Recorde do campeonato | Recorde do campeonato (Championship record)  | Recorde da América    | Recorde da América (Americas)         | q                          | Classificado por melhor tempo (Qualified) |   |                                      |
| Melhor marca do ano   | Melhor marca do ano (World leading)          | Recorde asiático      | Recorde asiático (Asian)              | DNS                        | Não largou (Did not start)                |   |                                      |
| Recorde nacional      | Recorde nacional (National record)           | Recorde europeu       | Recorde europeu (European)            | DNF                        | Não terminou (Did not finish)             |   |                                      |
| Recorde pessoal       | Recorde pessoal do atleta (Personal best)    | Recorde da Oceania    | Recorde da Oceania (Oceania)          | DSQ / DQ                   | Desclassificado (Disqualified)            |   |                                      |
| Recorde da temporada  | Recorde da temporada do atleta (Season best) | Recorde sul-americano | Recorde sul-americano (South America) | NM                         | Sem marca (No mark)                       |   |                                      |